# Nikos Christodoulidis

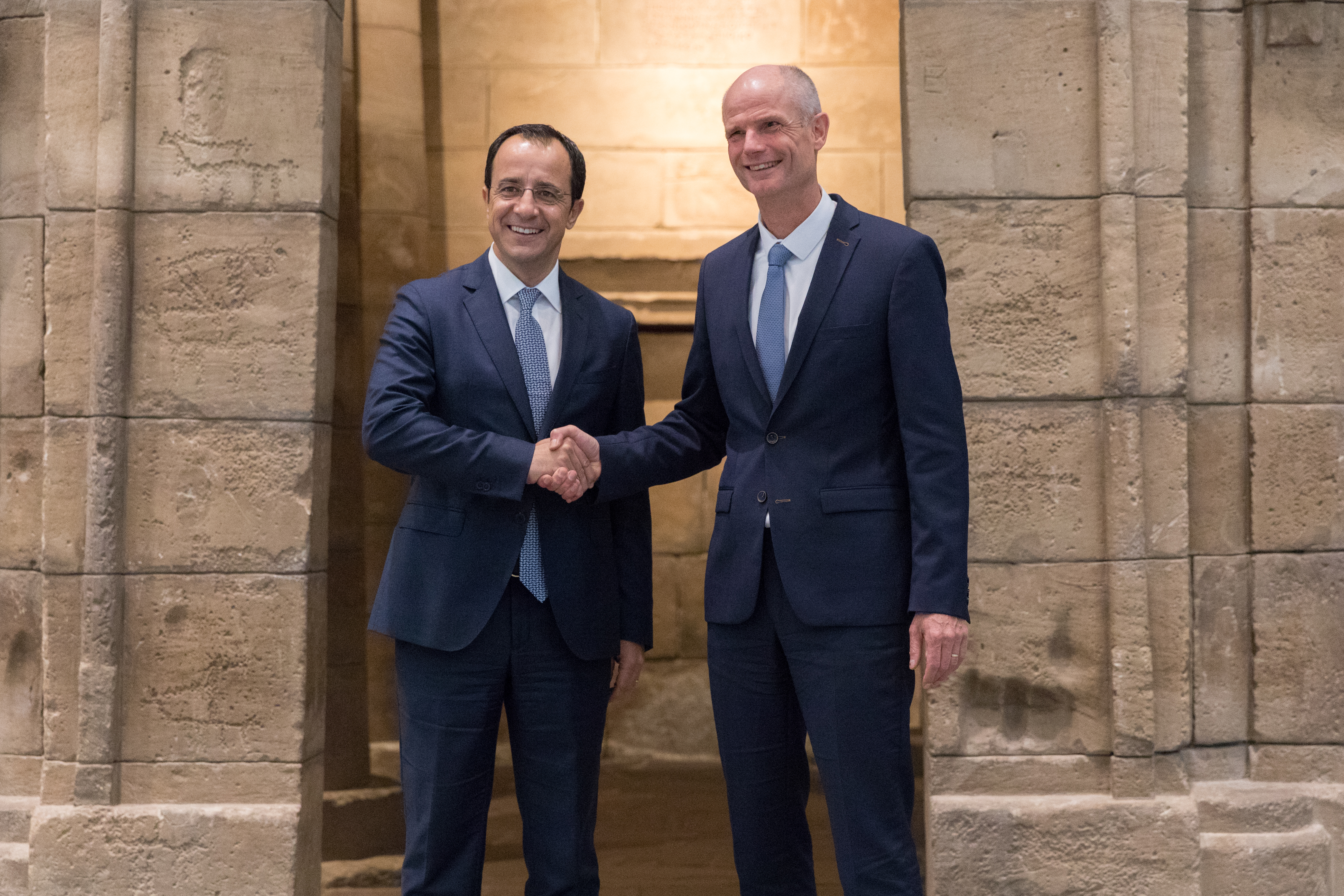
Nikos Christodoulidis (links), 2019

Nikos Christodoulidis (griechisch Νίκος Χριστοδουλίδης, auch Christodoulides transkribiert; * 6. Dezember 1973 in Geroskipou) ist ein zyprischer Politiker. Er war vom 1. März 2018 bis zum 10. Januar 2022 Außenminister und seit dem 28. Februar 2023 ist er Staatspräsident der Republik Zypern.

## Leben
1973 in Geroskipou im Bezirk Paphos geboren, machte Nikos Christodoulidis 1991 sein Abitur am Erzbischof-Makarios-Gymnasium in Paphos. Er studierte Politikwissenschaft an der New York University und promovierte an der Universität Athen. Er lehrte an der Fakultät für Geschichte und Archäologie an der Universität Zypern.
Er ist mit der Diplomatin Philippa Karsera verheiratet. Das Paar hat vier Töchter.

## Karriere
Nach seiner Wiederwahl berief der Präsident der Republik Zypern Nikos Anastasiadis im Februar 2018 Nikos Christodoulidis zum Außenminister. Er trat das Amt am 1. März 2018 an. Am 10. Januar 2022 trat er zurück, um für 2023 seine Kandidatur für die Präsidentschaft des Landes vorzubereiten. Da seine Partei Dimokratikos Synagermos (Disy) sich für ihren Parteichef Averof Neophytou als Kandidaten entschied, verließ er diese.
In der am 5. Februar 2023 durchgeführten ersten Runde der Präsidentschaftswahl erhielt Christodoulidis mit 32 % die meisten Stimmen vor dem von der linken Partei AKEL unterstützten Kandidaten Andreas Mavrogiannis, der 29,6 % erzielte. Der Kandidat der Regierungspartei, Averof Neophytou, kam mit 26,1 % auf den dritten Platz. Die Stichwahl am 12. Februar 2023 gewann Christodoulidis dann mit 51,9 % der abgegebenen Stimmen gegen Mavrogiannis. Der unabhängige Christodoulidis war von zentristischen und Mitte-Rechts-Parteien unterstützt worden. Der amtierende Staatspräsident Anastasiadis durfte nicht mehr antreten.